# Metaclisis striatitergitis
Metaclisis striatitergitis är en stekelart som beskrevs av Szabó 1959. Metaclisis striatitergitis ingår i släktet Metaclisis och familjen gallmyggesteklar. Inga underarter finns listade i Catalogue of Life.